# جوهان جيمس
جوهان جيمس (بالإنجليزية: Johanne James)‏ هو طبال بريطاني، ولد في القرن العشرين.